# Funmi Jumoh
Oluwafunmilayo Kemi Jimoh, kendt som Funmi Jimoh (født 29. maj 1984 i Seattle), er en amerikansk atletikudøver, der især har gjort det godt i længdespring og deltog i den disciplin ved OL i 2008.
Jimoh, der er af nigeriansk afstamning, stillede op for Rice University, oprindeligt i flere discipliner, bl.a. 100 meter hækkeløb. Det var dog længdespring, der blev hendes vigtigste disciplin, og ved det nationale kvalifikationsstævne til OL i juli 2008 sprang hun 6,72 m, hvilket var tredjebedst og indbragte hende OL-deltagelsen.
I kvalifikationsrunden under OL sprang hun 6,61 m, hvilket var niendebedste resultat og gav hende en finaleplads. Her kunne hun ikke leve op til sit bedste, og med 6,29 m endte hun på tolvtepladsen.
Året efter deltog Jimoh i VM i Berlin, hvor et bedste spring i kvalifikationsrunden på 6,34 m blot rakte til en plads som nummer 29. Hendes personlige bedste resultat er på 6,96 m og stammer fra maj 2009.